# Jan Pinkava (malíř)
Jan Pinkava (26. prosince 1846 Dolní Cejl – 12. března 1923 Hranice) byl český pedagog a malíř, osobnost města Hranice.

## Život
Narodil se v brněnské předměstské čtvrti Dolní Cejl v rodině obuvníka Vavřince Pinkavy a jeho manželky Terezie. O jeho dětství a mládí nemáme podrobnější informace. Studoval na vyšší reálné škole v Brně (do roku 1864) a poté na Akademii výtvarných umění ve Vídni, kterou ukončil v roce 1870. Do Hranic přišel v roce 1872. V roce 1877 se zde oženil s Růženou Tesaříkovou, dcerou místního kupce Antonína Tesaříka a jeho manželky Františky. Tesaříkovým patřil dům čp. 29 v Radniční ulici, kde spolu s nimi manželé Pinkavovi bydleli a kde se jim narodili synové Antonín Jan František a Ludvík Jan. Když v roce 1861 koupil Antonín Tesařík od Anny Knorrové (vdovy po staviteli Václavu Knorrovi) výstavný dům ve Farní ulici čp. 39 (nyní Dům Jana Pinkavy), přestěhoval se tam. Pinkavovi se sem nastěhovali počátkem 80. let 19. století, když dům v Radniční ulici byl prodán. V novém domě se Janu Pinkavovi narodily ještě tři děti – syn Jindřich (který brzy zemřel) a dcery Marie Růžena Františka a Růžena Karolína. Pinkava žil v tomto domě až do své smrti. Pohřben je na hranickém městském hřbitově (hrob č. 21, IV. oddělení).

## Pedagog
Jako pedagog působil po ukončení akademických studií (s aprobací kreslení pro vyšší reálné školy a reálná gymnázia) od podzimu 1870 do konce září 1871 jako asistent při Vyšší reálné škole v Brně a poté jako suplent na Státní vyšší reálné škole v Opavě (do 30. 11. 1872). Dne 1. 12. 1872 nastoupil jako řádný učitel na Obecním reálném gymnáziu (communal Realgymnasium) v Hranicích, kde vyučoval v českých i německých třídách kreslení. Po administrativní změně – převedení gymnázia do státní správy – pokračoval od 1. 10. 1873 v pedagogické činnosti jako řádný učitel kreslení na tomto státním gymnáziu. Hranické gymnázium prošlo během pedagogického jeho působení několika organizačními změnami, které ho však nepostihly ani profesně ani existenčně. Od roku 1874, kdy se kreslení stalo na reálných gymnáziích povinným předmětem, ho vyučoval ve všech třídách všech čtyř ročníků (jeho úvazek činil 23 hodiny týdně). Od školního roku 1875/1876 do svého onemocnění vyučoval kromě kreslení také krasopis. V roce 1900 až 1901 čerpal pro onemocnění zdravotní dovolenou a na podzim 1901 odešel na vlastní žádost na trvalý odpočinek.
V roce 1909 obdržel jubilejní kříž, udělovaný občanským státním zaměstnancům na základě podané žádosti. Podmínkou udělení bylo, aby žadatel nepřetržitě aktivně sloužil po dobu 10 let (v případě Pinkavově od 29. 11. 1898 do 28. 11. 1908).

## Politik
Angažoval se také jako hranický občan. V září 1903 byl zvolen členem obecního výboru (tj. řečeno současnou terminologií – stal se zastupitelem města) a byl jednohlasně zvolen do stavební a hospodářské sekce. V následujících dvou letech byl postupně zvolen do dalších odborů – stavebního (1904) a policejního (1905). V příštích letech se ale jeho jméno mezi komunálními politiky již neobjevilo.

## Malíř
Na malíře a svého učitele vzpomínali také jeho studenti. Například Alois Jambor ve vzpomínce na české profesory gymnázia na přelomu 19. a 20. století píše: „Všichni byli podle své povahy lidé dost originální, nejvíce snad prof. Pinkava, který vyučoval kreslení. Byl nadšený umělec, který žil nejen ve škole pro své umění, nýbrž mu tak úplně zasvětil celý svůj život. Ve škole stavěl svůj předmět nad ostatní, dovedl nadšenými slovy vzbuzovat zájem svých žáků a nabádal je, aby volný čas věnovali pozorování přírody a zachycovali ji v náčrtech. … Sám měl vždy připravenou tužku a papír a všude v přírodě i ve společnosti jste jej mohli vidět při kreslení neb malování. Zůstal věrný svému kumštu i v pensi až do vysokého stáří. Maloval mnoho hranických zákoutí, často s domem některého z majitelů. … Rád maloval též zátiší, zejména růže neb zvěřinu… Při zakládání městského sadu, který povstal z původního stromořadí u Bečvy byl uměleckým poradcem. … Byl dobrý člověk, i když se navenek zdál býti drsným. … Byl celým svým životem hlasatelem umělecké myšlenky, které věnoval svůj život ve škole i v soukromí.“
Jak vystihl ve své vzpomínce jeden ze studentů, byl Jan Pinkava bystrým pozorovatelem přírody i společnosti a dokázal své dojmy vtělit do svých obrazů. Je autorem četných krajinomaleb, portrétů i litografií. Ale jistě nejvíce se zapsal do povědomí obyvatel Hranic svými akvarely, v nichž zachycuje neopakovatelnou atmosféru města a okolí. Jeho obrázky a skici z trhů a jarmarků na náměstí ukazují jejich obraz na počátku 20. století.

## Galerie

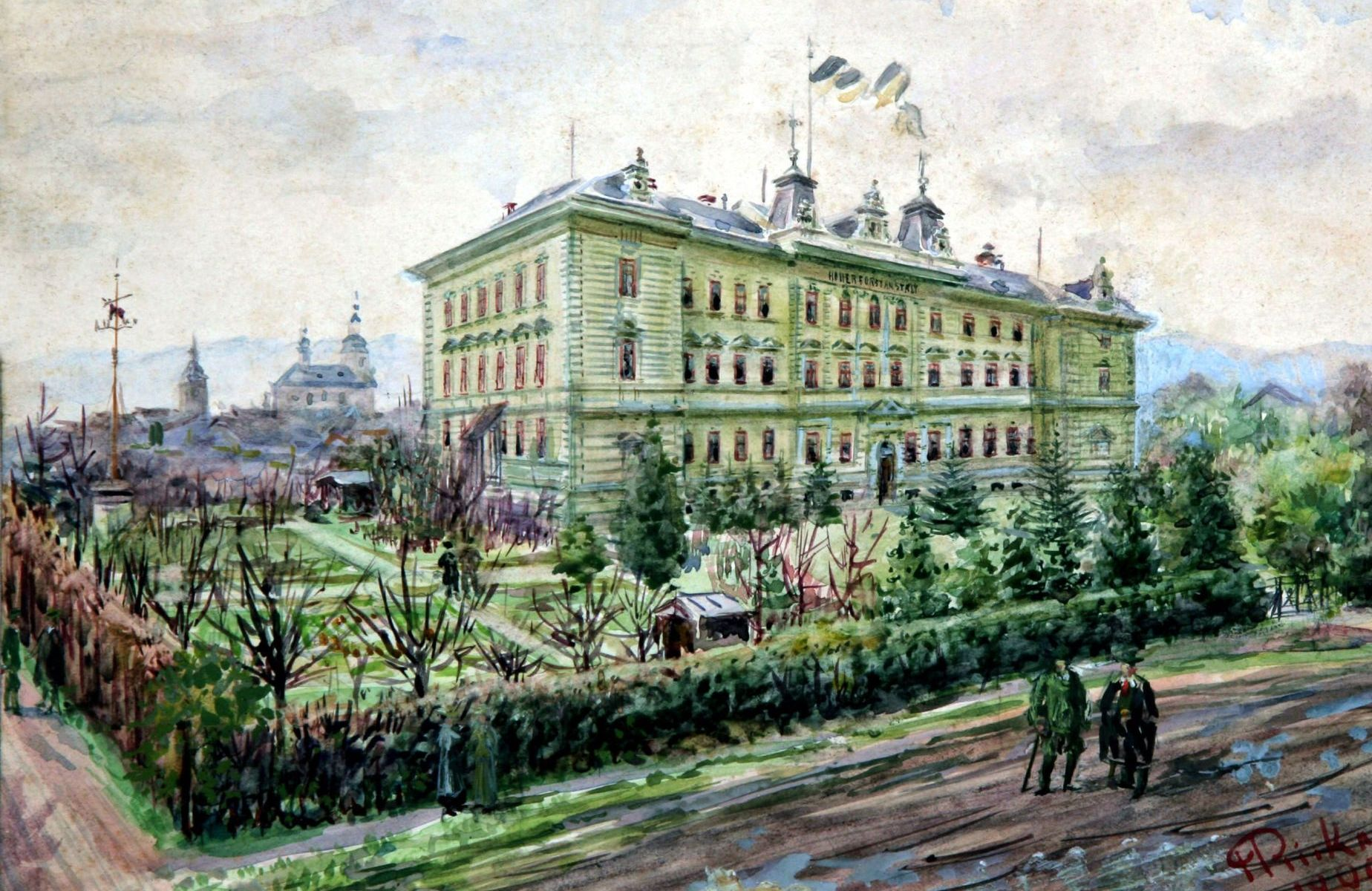
Jan Pinkava - Pohled na Vyšší lesnickou školu od nádražní budovy (1909)
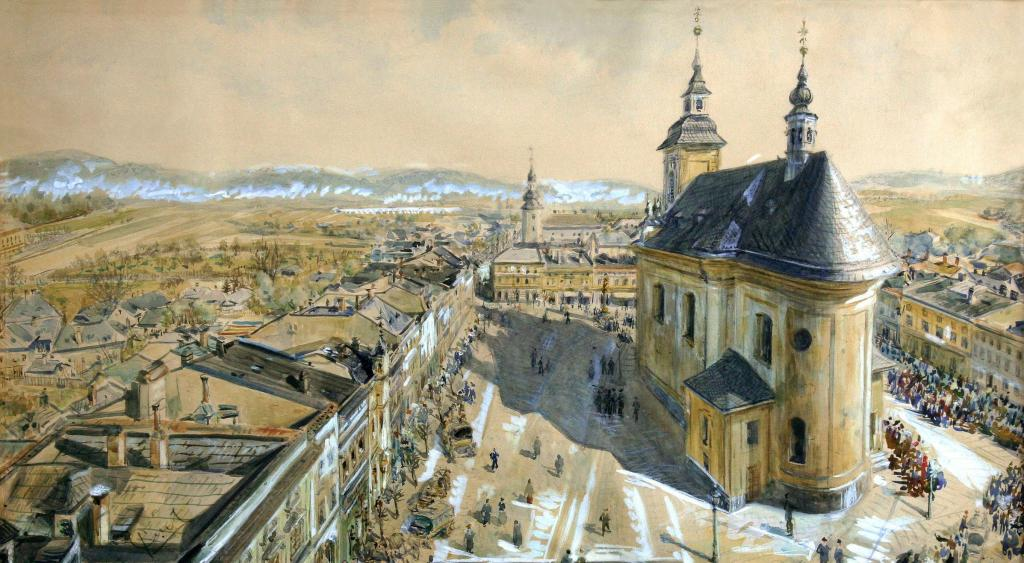
Jan Pinkava - Pohled z věže na Masarykovo náměstí v Hranicích
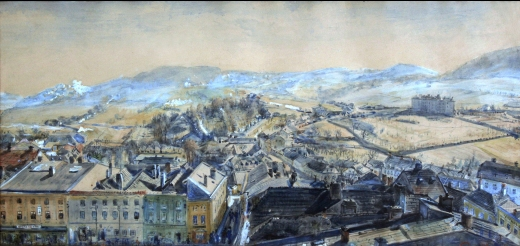
Jan Pinkava - Pohled z Radnice na východní stranu Hranic (1900)